# Mega-City One
Mega-City Uno es un enorme ciudad-estado ficticia que ocupa gran parte de la actual extensión de los Estados Unidos Orientales y Canadá en el cómic Juez Dredd y su spinoff. La geografía exacta de la ciudad depende del escritor y del artista que hayan hecho según que historia, pero su primer aspecto  ha sido asociado con la dispersión urbana de la Ciudad de Nueva York; originalmente  estuvo presentada como una Nueva York del futuro, lo cual sería retrocontinuado como el centro de "Mega-City Uno" en las historias siguientes.
La Architects Journal la situó en el número 1 de su lista de "ciudades del cómic".

## Desarrollo
Cuando la serie Juez Dredd se estaba desarrollando en 1976-77 originalmente estaba previsto que la historia estuviera ambientada en Nueva York, en el futuro cercano. Sin embargo, cuando el artista Carlos Ezquerra dibujó su primera historia para la serie, uno de los rascacielos que aparecía de fondo en una viñeta resultó tan futurista que el editor Pat Mills le solicitó dibujar un póster completo de la ciudad. La visión de la ciudad de Ezquerra – con enormes torres de bloques y un sinfín de caminos suspendidos en el aire sin medios visibles de apoyo que recorrían grandes distancias – resultó tan futurista que le llevaron a replantearlo todo, y una nueva ciudad fue propuesta. El director de arte Doug Church sugirió que la ciudad debería extenderse a lo largo de toda la Costa este y llamarse Mega-City Uno y su idea fue aceptada.
Mientras la primera historia Juez Dredd se sitúa en "Nueva York 2099 AD", en prog 3 fue retrocontinuado y se dijo que Nueva York era solo una parte de Mega-City Uno. Prog 3 incluía un póster "Futuregraph"  de Ezquerra de Mega-City Uno, en el cual se decía que la ciudad se extendía de Montreal a Georgia y que tenía 150 millones de ciudadanos;  era parte de los "Estados Unidos del Oeste" (USW). Prog 4 entonces estableció que Mega-City Uno estaba rodeada por los territorios desérticos de las Guerras Atómicas. Los 150 millones de personas que la poblaban eran más tarde reducidas a 100 millones en historias posteriores y abruptamente aumentadas a 800 millones más tarde. El concepto de los Estados Unidos del Oeste se olvidó por completo; una "Unión de Ciudades de América del Norte" compuesta por tres megaciudades fue mencionada en prog 42 y tras eso se tendió a que la megaciudad fuese una entidad independiente.
En las primeras historias, los Jueces existieron junto a una fuerza de policía regular, era popular entre los ciudadanos, y las personas tenían robots haciendo el trabajo, con el "Gran Juez" diciendo que no consentirían trabajar más de diez horas a la semana. Con el tiempo, la historia situaría a los Jueces como una temida fuerza policial estatal todopoderosa; prog 118 (escrito cuándo el paro crecía en Gran Bretaña) estableció que los ciudadanos estaban molestos por estar en el paro y realizaban extrañas locuras para tratar el aburrimiento.

## Descripción
Mega-City Uno es una extensa conurbación de Boston a Washington D.C., la cual tomó forma en el siglo XXI para soportar el ascendente crisis de población en América y en la que ha sido introducido el sistema de Juez para tratar el alto índice de criminalidad.
Mega-City Uno era una  de las tres mayores áreas que sobrevivieron a la guerra nuclear en 2070, debida a una iniciativa de defensa estratégica con misil láser construida no mucho tiempo atrás. Aparte de aquellas megaciudades, los Estados Unidos fueron reducidos a la Tierra Maldita.
Finalmente, Mega-Ciudad Uno se extendió a Miami, Florida, el cual se convirtió en un resort vacacional, y hacia el oeste hacia Ohio y/o Virginia Occidental. La megaciudad se construyó sobre las antiguas ciudades y el contaminado Río Ohio, creando el anárquico Undercity, aunque unos cuantos edificios como el Empire State Building y la Estatua de la Libertad se trasladaron a Mega-City Uno para los turistas. Mapas de la ciudad de comienzo del siglo XXII muestran que esta se extendía aproximadamente desde Maine, a través de Florida y que en el noroeste había absorbido el Corredor Quebec-Windsor en Canadá. 800 millones de ciudadanos vivían en la ciudad en este momento.